# José Carlos da Costa Araújo
José Carlos da Costa Araújo, o Zé Carlos (Rio de Janeiro, 7 de fevereiro de 1962 — Rio de Janeiro, 24 de julho de 2009), foi um futebolista brasileiro, goleiro do Flamengo nas décadas de 80 e 90.
Era membro da Ordem DeMolay, tendo iniciado no capítulo Rio de Janeiro 001 do Brasil e Mater da América Latina[carece de fontes?].

## Carreira
No início de sua carreira, Zé Carlos atuou pelo Americano-RJ e Rio Branco-ES. Entretanto, sua carreira acabou sofrendo uma guinada em 1984, quando o goleiro foi contratado pelo Flamengo.
Entre 1986 e 1991, Zé Carlos foi o goleiro titular do Flamengo e, apesar de nunca ter sido uma unanimidade entre os torcedores, sempre se destacou por realizar defesas impossíveis, de puro reflexo e elasticidade.
Durante as eliminatórias da Copa do Mundo de 1990 atuou em duas partidas e, em seguida, foi convocado para disputar aquela Copa, na reserva de Taffarel e Acácio.
Em 1991, com a chegada de Gilmar, Zé Carlos perde espaço no time do Flamengo e deixa o clube.
Após deixar o Flamengo, teve rápida passagem pelo Cruzeiro e, em seguida, transferiu-se para o futebol português, onde defendeu o Vitória de Guimarães, o Farense, o Felgueiras e o FC Pedras Rubras.
No retorno ao Brasil, em maio de 1996, voltou a atuar pelo Flamengo. No entanto, pouco mais de um ano depois e a falha na final do torneio Rio-São Paulo de 1997, deixou a Gávea pela última vez e foi defender o Vitória. 
Zé Carlos jogou pelo Flamengo em sua duas passagens 354 jogos, 184 vitórias, 90 empates e 80 derrotas; 1 gol. Ele foi o goleiro titular no lendário time de 1987. Principais títulos pelo Mengão, Carioca de 1986 e 1996, Campeonato Brasileiro de 1987, Copa do Brasil 1990.
No Vitória participou das vitoriosas campanhas do Campeonato Baiano e da Campeonato do Nordeste.
Antes de sair do Flamengo, Zé Carlos foi o segundo goleiro da história do clube a marcar um gol, em cobrança de pênalti.
Antes de encerrar a carreira, Zé Carlos ainda jogou pelo XV de Piracicaba, América-RJ e Tubarão-SC.

## Jogos marcantes
No Campeonato Brasileiro de 1988, logo após retornar de seu compromisso com a Seleção Brasileira depois do término das Olimpíadas de Seul, Zé Carlos reestreou na equipe do Flamengo em uma partida contra o Grêmio e foi aplaudido e chamado de rei pela torcida do Flamengo, pois após sua equipe empatar em 0 a 0 com a equipe gaúcha e a partida ser decidida nos pênaltis (leia o regulamento do Campeonato Brasileiro de 88 para mais detalhes), o goleiro defendeu dois pênaltis e garantiu a vitória do Flamengo por 4 a 2.

## Pós-carreira
- Em 2006, Zé Carlos ocupou o cargo de gerente de futebol no América-RJ.
- Em 2007, Zé Carlos ocupou o cargo de gerente de futebol no Campo Grande-RJ
- Zé Carlos participou, em 27 de dezembro de 2007, do jogo comemorativo de 20 anos da conquista do Módulo Verde do Campeonato Brasileiro de 1987. Zé Carlos e todos os demais titulares que venceram a equipe do Internacional na final da competição (com exceção de Jorginho e Bebeto) atuaram contra o Time dos Amigos de Zico.[3]

## Falecimento
No dia 24 de julho de 2009, Zé Carlos morreu devido a um câncer no abdômen. Foi sepultado no Cemitério São João Batista no dia seguinte
Dentre várias homenagens, dois dias depois da morte de Zé Carlos, o amigo e companheiro de equipe no Flamengo e na Seleção Brasileira Andrade, estando interinamente no comando do Flamengo, dedicou ainda em campo e emocionado a primeira vitória do clube sobre o Santos em jogos oficiais dentro da Vila Belmiro ao falecido companheiro. Também foi homenageado pelo goleiro Bruno, que usou uma camisa com seu nome no dia da conquista do título do Campeonato Brasileiro de 2009 pelo Flamengo.

## Títulos
Flamengo
- Campeonato Carioca: 1986, 1991 e 1996
- Copa União (Módulo Verde): 1987
- Copa do Brasil: 1990
- Taça Guanabara: 1984, 1988, 1989 e 1996
- Taça Rio: 1985, 1986, 1991 e 1996
- Copa Rio: 1991
- Taça Cidade do Rio de Janeiro: 1991
- Campeonato da Capital: 1991
- Copa Ouro Sul-Americana: 1996

Seleção Brasileira
- Torneio Pré-Olímpico: 1987
- Copa América: 1989
Cruzeiro
- Supercopa da Libertadores: 1992
- Campeonato Mineiro: 1992

Vitória
- Copa do Nordeste: 1997
- Campeonato Baiano: 1997

Tubarão
- Campeão do Torneio Seletivo do Catarinense: 2000